# Rövaren
Rövaren is een Zweeds eiland behorend tot de Lule-archipel. Het eiland is een geliefkoosde plaats voor overnachtingen in de pleziervaart. Het eiland ligt ten noordoosten van Fjuksön. Het heeft geen oeververbinding.